# Великий Яр (река)
Великий Яр (Большой Яр) — река в России, протекает в Шебекинском районе Белгородской области. Находится в балке Долгина. Левый приток реки Нежеголёк.

## География
Река берёт начало у хутора Сиротин. Течёт на запад, у села Мешковое поворачивает на северо-запад. Устье реки находится у села Максимовка в 6,5 км по левому берегу реки Нежеголек. Длина реки составляет 14 км, площадь водосборного бассейна — 78,5 км².

## Данные водного реестра
По данным государственного водного реестра России относится к Донскому бассейновому округу, водохозяйственный участок реки — Северский Донец от истока до границы РФ с Украиной без бассейнов рек Оскол и Айдар, речной подбассейн реки — Северский Донец (российская часть бассейна). Речной бассейн реки — Дон (российская часть бассейна).
Код объекта в государственном водном реестре — 05010400112107000010825.